# Kuchnia kaszmirska

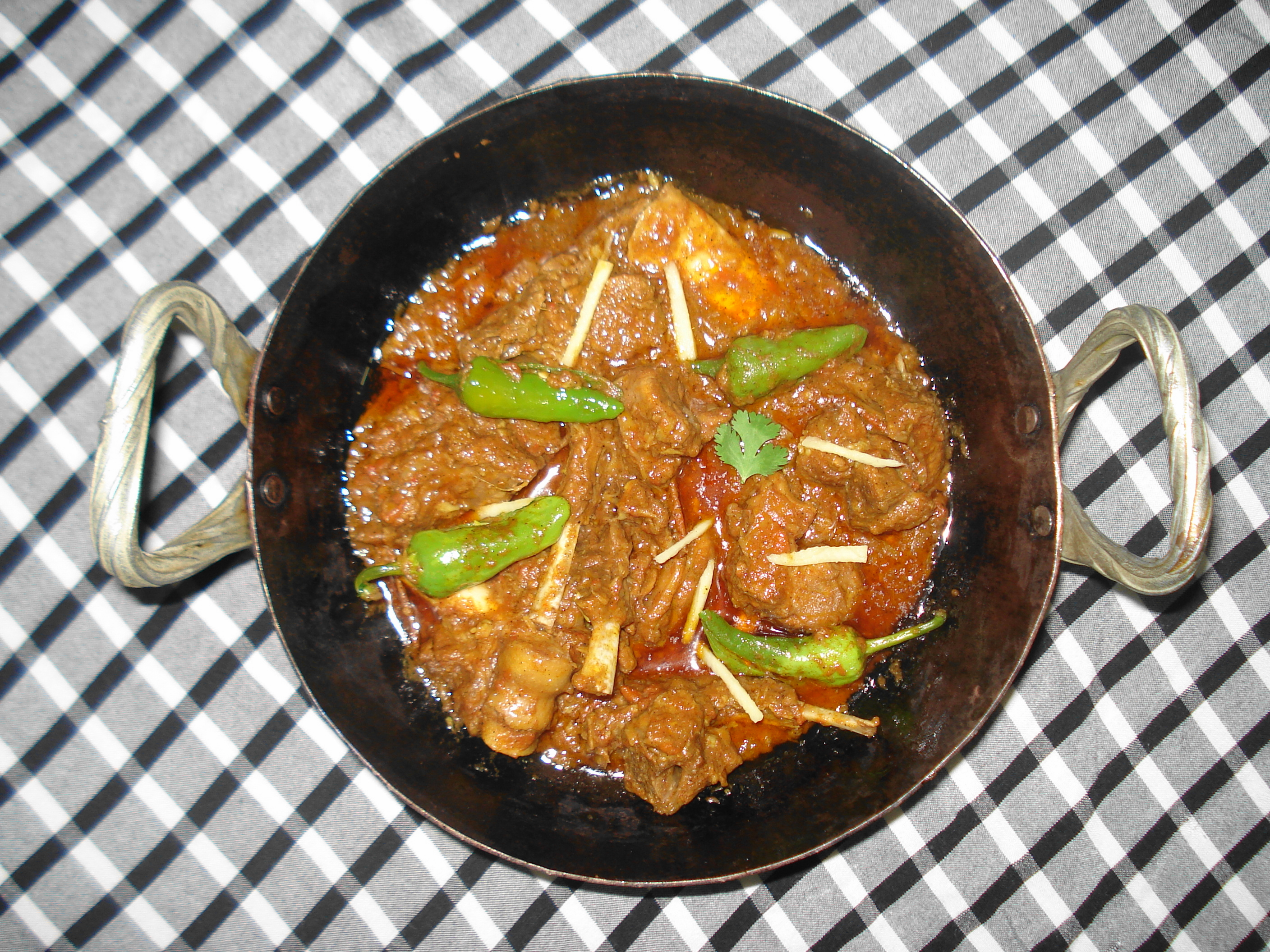
Balti gosht - potrawa mięsna

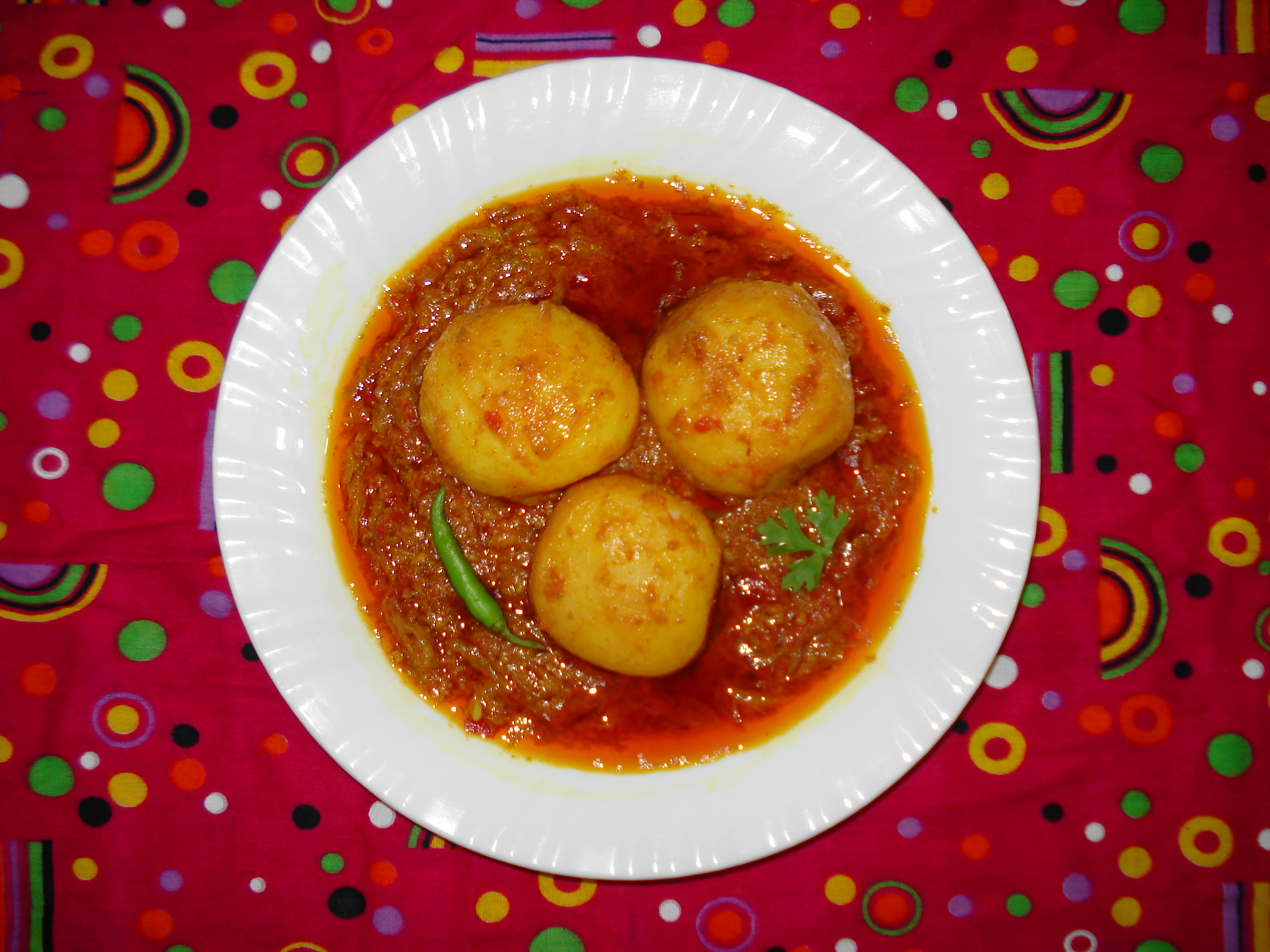
Dum alu

Kuchnia kaszmirska – tradycje kulinarne Kaszmiru. Podstawą kuchni jest uprawiany na zboczach gór ryż w odmianie basmati. W odróżnieniu od innych regionów Indii ważne miejsce zajmuje mięso, zwłaszcza baranina, jednak zarówno miejscowi hinduiści, jak i muzułmańska większość nie spożywa wołowiny. Do potraw z mięsa często dodaje się orzechy, natomiast do zagęszczania sosów – jogurt. Z warzyw najbardziej popularny jest sag, liściasta roślina podobna do szpinaku Podstawowe przyprawy to papryczki chili, hing (czarcie łajno), zbierany na miejscu szafran, imbir oraz nasiona fenkułu. Do smażenia stosuje się zarówno olej gorczycowy, jak i ghee.
Do miejscowych nadal kultywowanych tradycji należą wystawne uczty nazywane wazwan.

## Typowe potrawy
- rogan josh – danie z jagnięciny
- naan – chleb
- yakhn tabaq – żeberka
- dum alu – potrawa z ziemniaków

## Napoje
- kahwa – zielona herbata z przyprawami